# Heinz (azienda alimentare)
La Heinz, precedentemente HJ Heinz Company,  è una società agroalimentare statunitense fondata da Henry John Heinz nel 1869 a Sharpsburg in Pennsylvania. Il logo è lo stesso sin dal giorno della fondazione.
Heinz produce prodotti alimentari in stabilimenti sparsi in sei continenti e commercializza questi prodotti in oltre 200 paesi. L'azienda afferma di avere 150 marchi al primo o al secondo posto in tutto il mondo. Heinz si è classificata al primo posto nel ketchup negli Stati Uniti con una quota di mercato superiore al 50%; l'etichetta Ore-Ida deteneva il 46% del settore delle patate surgelate nel 2003.
Dal 1896, l'azienda ha utilizzato il suo slogan "57 Varieties"; è stato ispirato da un cartello che pubblicizzava 21 stili di scarpe, e Henry Heinz scelse il numero 57 (anche se l'azienda produceva più di 60 prodotti all'epoca) perché "5" era il suo numero fortunato e "7" era quello di sua moglie.
Nel 1963 rilevò l'azienda italiana Plasmon.
Nel febbraio 2013, Heinz venne acquistata da Berkshire Hathaway, società di Warren Buffett, e dalla società di investimenti brasiliana 3G Capital per 28 miliardi di dollari.  Il 25 marzo 2015, Kraft annunciò la sua fusione con Heinz, organizzata da Berkshire Hathaway e 3G Capital. La nuova azienda assune il nome di Kraft Heinz Company e fu la quinta più grande azienda alimentare al mondo. Berkshire Hathaway divenne proprietaria di maggioranza di Heinz il 18 giugno 2015. Dopo aver esercitato un warrant per acquisire 46 milioni di azioni ordinarie per un prezzo totale di oltre 461 milioni di dollari, Berkshire aumentò la sua quota al 52,5%. La fusione per formare Kraft Heinz fu completata il 2 luglio 2015.

## Storia
Heinz è stata fondata da Henry J. Heinz, nato negli Stati Uniti da immigrati tedeschi. Suo padre era originario di Kallstadt (allora parte del Palatinato renano bavarese, ora parte della Renania-Palatinato). Sua madre Anna era di Haunetal, in Assia-Kassel. I due si incontrarono a Pittsburgh.

## Produzione
La società produce conserve di verdura, condimenti, piatti pronti e altri prodotti alimentari, di cui il più celebre è il ketchup, impiegando circa 42.000 persone in tutto il mondo, con una cifra d'affari di 20 miliardi di dollari.